# Planet Terror
Planet Terror är en amerikansk actionfilm/skräckfilm från 2007, regisserad av Robert Rodriguez. Filmen är den ena segmentet av Grindhouse. Den andra är Death Proof av Quentin Tarantino, som också var med som skådespelare och producent i Planet Terror.

## Handling
I en stad på landsbygden i Texas tänker gogo-dansaren Cherry Darling sluta arbeta med sitt lågbetalda jobb för att hitta något bättre för användning med sina "värdelösa" talanger. Hon stöter på sin mystiske ex-pojkvän El Wray vid Bone Shank, en restaurang som ägs av J.T. Hague. Under tiden gör en grupp militär, ledda av Lt. Muldoon, en affär med forskaren Abby för att tillskansa sig stora mängder av ett dödligt biokemisk ämne som kallas DC2. Muldoon märker att Abby har en extra utbud på handen och försöker ta honom som gisslan. Abby frigör avsiktligt gasen i luften. Gasen når staden och förvandlar dess invånare till deformerade blodtörstiga, människoätande psykopater. De smittade stadsborna behandlas av den lömske Dr William Block på ett lokalt sjukhus med sin kränkande fru, Dakota, som är narkosläkare. Eftersom patienterna snabbt blir rasande angripare, måste Cherry och El Wray leda ett team av oavsiktliga krigare för att hitta säkerheten.

## Om filmen
Filmen presenteras med den fejkade trailern till Machete, med Danny Trejo i huvudrollen. År 2010 gjordes den till en äkta film även regisserad av Rodriguez.

## Rollista
| Rose McGowan        | – Cherry Darling    |
| Freddy Rodriguez    | – El Wray           |
| Josh Brolin         | – Dr. William Block |
| Marley Shelton      | – Dr. Dakota Block  |
| Jeff Fahey          | – J.T. Hague        |
| Michael Biehn       | – Sheriff Hague     |
| Bruce Willis        | – Lt. Muldoon       |
| Naveen Andrews      | – Abby              |
| Julio Oscar Mechoso | – Romy              |
| Stacy Ferguson      | – Tammy Visan       |
| Nicky Katt          | – Joe               |
| Tom Savini          | – Deputy Tolo       |
| Carlos Gallardo     | – Deputy Carlos     |
| Quentin Tarantino   | – Rapist            |
| Jason Douglas       | – Lewis             |
| Michael Parks       | – Earl McGraw       |
| Electra Avellan     | – Babysitter Twin 1 |
| Elise Avellan       | – Babysitter Twin 2 |
| Felix Sabates       | – Doktor Felix      |